# Alan Banks
Alan Banks è un personaggio immaginario protagonista delle serie di romanzi polizieschi scritta da Peter Robinson.

## Personaggio
Banks vive nell'immaginaria cittadina inglese di Eastvale. Ha due figli, Tracy e Brian, nati dal matrimonio con la ex moglie Sandra, la quale si è poi risposata. Lavora alla stazione di polizia di Eastvale e possiede un piccolo ufficio personale, arredato con una scrivania di metallo e due sedie, la sua finestra dà sull'affollata Market Square. I suoi buoni gusti in fatto di musica ed il suo fascino lo aiutano a relazionarsi con i sospettati e le vittime, fino ad ottenere le risposte che cerca.

## Storia editoriale
Compare in 16 romanzi della serie alcuni dei quali sono stati candidati o hanno anche vinto premi come l'Arthur Ellis Award, l'Anthony Award e l'Edgar Award.
| Controllo di autorità | LCCN (EN) nb2015010727 · J9U (EN, HE) 987008575686905171 |